# Something to Dance For
"Something to Dance For" é uma canção da cantora estadunidense de música pop Zendaya, conhecida por protagonizar a série de televisão Shake It Up. Composta por Jeannie Lurie, Aris Archontis e Chen Neeman, a faixa foi lançada em 6 de março de 2012 como parte do álbum Shake It Up: Live 2 Dance, segunda trilha sonora da série com mesmo título, liberada pela Walt Disney Records, sendo também o terceiro single da carreira da artista.

## Composição e lançamento
A canção foi composta pelo trio de compositores e produtores Jeannie Lurie, Aris Archontis e Chen Neeman, conhecidos por formar a mesma parceria para compor canções como "And the Crowd Goes", de Chris Brochu, para a trilha sonora de Lemonade Mouth,  "So Far, So Great" e "What To Do", de Demi Lovato, para os álbuns Here We Go Again e Sonny with a Chance, "Shake It Up", de Selena Gomez, para a trilha sonora com mesmo títutlo. Em 3 de dezembro um vídeo em baixa qualidade de um futuro episídio de Shake It Up para a temporada 2012, começou a se espalhar pela internet, onde trazia uma pequena prévia da canção de pouco mais de um minuto. Em 6 de março enfim a canção é lançada oficialmente para o iTunes.

## Recepção da crítica
Lucas Perroni do portal Ligação Teen, do portal POP, declarou que a canção era "dançante e contagiante" e destacou a voz doce de Zendaya como o grande atrativo, finalizando com uma comparação ao primeiro single da cantora ao dizer que "a música definitivamente é melhor do que ‘Swag It Out’". O Bop and Tiger Beat destacou que a frase de introdução do videoclipe, "Você tem que ouvir a canção de Zendaya - é incrível!", dizendo que realmente a faixa é espetacular. O site ainda declarou que o produto final da prdução de "Something to Dance For" é surpreendente e que as batidas são "incriveis e cativantes".

## Faixas
| Download digital |                          |                                            |         |  |
| N.º              | Título                   | Compositor(es)                             | Duração |  |
| 1.               | "Something to Dance For" | Jeannie Lurie, Aris Archontis, Chen Neeman | 2:43    |  |

## Desempenho nas paradas musicais
| Paradas musicais (2012)                           | Melhores posições |
| ------------------------------------------------- | ----------------- |
| Estados Unidos — Billboard Bubbling Under Hot 100 | 24                |

## Histórico de Lançamento
| Local          | Data                | Formato          | Gravadora           |
| -------------- | ------------------- | ---------------- | ------------------- |
| Estados Unidos | 6 de março de 2012. | download digital | Walt Disney Records |